# Frédéric Plessis
Frédéric Plessis (Brest 3 février 1851 - Paris 15e 29 janvier 1942) est un poète, romancier, journaliste et professeur de lettres français.

## Biographie

### Origine familiale
La famille Plessis est originaire des Côtes d'Armor. Son père, Édouard-Henri-Joseph Plessis, est né à Saint-Brieuc. Sa mère Marie-Louise Brunot naît à Guingamp. Le couple se marie à Guingamp en novembre 1846.
Édouard Plessis est médecin de marine. C'est dans le cadre de son travail qu'il vint habiter à Brest, rue de la Mairie (actuelle rue de Lyon). En 1839, Édouard Plessis soutient une thèse à la Faculté de médecine de Montpellier intitulée Des caractères anatomiques, des symptômes et de la marche des varices. Des voiries sous le point de vue de l'hygiène publique. Des ganglions nerveux : tout renflement nerveux est-il un ganglion ? Vibrations des membranes, leurs lois, applications à la membrane du tambour. Édouard Plessis meurt en 1882.
Marie-Louise Plessis, née Brunot, est la fille d'un sous-préfet de Guingamp. Très cultivée, elle a eu une grande influence littéraire sur son fils Frédéric. Elle a laissé de nombreux poèmes, composés entre 1868 et 1890, réunis dans un recueil intitulé Clartés du soir, poésies, resté inédit jusqu'à ce soir. Elle meurt à Paris en 1899.
Frédéric Plessis a une sœur aînée, Julie.

### Enfance
Frédéric-Édouard Plessis naît à Brest, « rue de la Mairie » (désormais rue de Lyon), le 3 février 1851. Il habite la Cité du Ponant jusqu’à l’âge de treize ans. Élève brillant et sérieux, scolarisé au collège Saint-Louis, il a de bonnes dispositions, notamment en latin : il l’apprend « un peu comme Montaigne, « sans grammaire ou précepte », en entendant son père réciter des vers de Virgile ». En 1864, la famille Plessis déménage et s’installe à Paris. Frédéric est élève au lycée Louis-le-Grand ; il obtient son baccalauréat deux ans plus tard.

### Études
Après son baccalauréat, Frédéric Plessis commence des études à la Faculté de médecine de Paris, comme le souhaite son père. Une année lui suffit pour comprendre que ce n'est pas sa voie. Il s'inscrit ensuite à la Faculté de droit de Rennes : le 23 juillet 1872, il y soutient un mémoire de licence intitulé Jus romanum. De rebus auctoritate judicis possidentis seu vendendis. De la Déclaration de faillite et de ses principaux effets. Il revient alors à Paris afin d'y poursuivre ses études jusqu'au doctorat. En 1876, il soutient une thèse de droit intitulée Du mandat en droit romain. Du mandat et de la gestion d’affaires en droit français. Mais les études de droit ne lui suffisent pas : il décide de faire des études de lettres. « Ni la magistrature ni le barreau ne lui offrent d'attraits capables de le fixer définitivement et [...] il opte pour l'enseignement supérieur des Lettres ».
En 1878, il est licencié ès lettres de l'université de Clermont-Ferrand, où il se lie d'amitié avec Emmanuel des Essarts et Pierre de Nolhac. Il suit les cours d'Eugène Benoist à l'Étude des Lettres Latines et ceux du linguiste Michel Bréal à l'École des Hautes Études. En 1881, il fut chargé de mission à Wolfenbüttel en Allemagne, afin d'y étudier les manuscrits de la Bibliothèque municipale. En 1884, il soutint une thèse de doctorat ès lettres, intitulée Études critiques sur Properce et ses élégies. Sa thèse complémentaire, en latin, est une édition de texte : Italici Ilias Latina. Edidit, praefatus est, apparatu critico et indice locuplete instruxit Fridericus Plessis (1885).

### Carrière universitaire
En 1880, Frédéric Plessis commence sa carrière dans l'enseignement supérieur. Il enseigne le latin et la littérature latine dans différentes universités françaises : Poitiers, de 1880 à 1884 ; Caen, de 1884 à 1887 ; Bordeaux, de 1887 à 1891 ; et Lyon, de 1891 à 1892. Il est nommé maître de conférences à l'École Normale Supérieure, où il donne des cours de 1894 à 1907 avec une interruption en 1898 ou René Durand (1864-1962) le suppléait sans toutefois être docteur[réf. nécessaire]. En 1905, il obtient la chaire de poésie latine à la Sorbonne, qu'il occupe jusqu'à sa retraite, en 1922. Il siège aux soutenances de thèses pendant une vingtaine d'années et, « jamais agrégé quoique deux fois docteur, il fait partie du jury d'agrégation ». Il produit de nombreuses traductions et éditions latines (Térence, Properce, Cicéron, Virgile, Horace) en traitant principalement la poésie latine.

### Mort
Mort à son domicile parisien de la rue de Staël, il est inhumé au cimetière de Vaugirard.

### Vie privée
Frédéric Plessis se marie avec Berthe Le Carpentier à Caen en 1883. Ils auront cinq enfants :
- Ludovic, né à Caen le 27 novembre 1886. À l'âge de vingt ans, il obtient son Diplôme d'Études Supérieures pour un mémoire sur Eugène Fromentin. Ludovic meurt pour la France en 1916.
- Marguerite. Elle publie les poèmes de Marceline Desbordes-Valmore et ceux d'Auguste Brizeux. Elle meurt en août 1932.
- Édouard, né à Bordeaux le 9 janvier 1890. Il est officier de marine.
- Michel, né à Lyon le 11 novembre 1892. Il embrasse une carrière ecclésiastique.
- Charlotte, née à Paris le 18 décembre 1895. À la fin de sa vie, elle se retire au couvent de Pontchâteau, en Loire-Atlantique, où elle meurt en 1977.

### Opinions politiques
Proche des milieux nationalistes de l'Action française, ami de Maurice Barrès et de Charles Maurras, Frédéric Plessis soutient la candidature de Léon Daudet, à la troisième circonscription du département de la Seine sur la "Liste de Réconciliation et d'Action Nationale" lors des élections législatives du 11 mai 1924. Plusieurs personnalités sont inscrites sur cette liste : Léon Daudet, député sortant et membre de l'Action française ; Maurice Pujo, rédacteur en chef de L'Action française ; et Lucien Lacour, secrétaire général de la Ligue d'Action française. Des écrivains comme Charles Le Goffic, ou des intellectuels comme Joseph Récamier, docteur en médecine, et Théodoric Legrand, directeur de l'Institut de France, figuraient aussi sur cette liste. À l'issue des élections législatives de 1924, Léon Daudet n'est pas élu.

## Activités littéraires et culturelles

### Frédéric Plessis, poète du Parnasse
« En 1866, un ami lui fait découvrir le recueil fondateur de l'école parnassienne : Le Parnasse contemporain ». C’est une révélation pour Frédéric Plessis. Il se rapproche de ce mouvement ; plusieurs de ses poèmes paraissent dans le deuxième et le troisième Parnasse contemporain. Frédéric Plessis ne cesse plus d'écrire des poèmes. « Son nom figure aux côtés de ceux de Leconte de Lisle, Théodore de Banville et François Coppée ». Il fait la connaissance de José-Maria de Heredia, qui le conseille dans l'art des vers, et devient l'ami intime d'Anatole France. Il fréquente Leconte de Lisle et Hérédia qu'il rencontre souvent au cours de séjours de vacances à Douarnenez.
En 1889, Frédéric Plessis collabore au Parnasse breton contemporain. Le but de cette publication est de réunir en un volume quelques œuvres des poètes bretons contemporains. C'est ainsi que Louis Tiercelin, ami et disciple de Leconte de Lisle et de Heredia, décide de publier à Rennes et à Paris Le Parnasse breton contemporain avec l'aide de Jean-Guy Ropartz. Frédéric Plessis y contribue par cinq poèmes : « Au poète de L'Aurore (Maurice Bouchor) », « Mon Jardin (Bordeaux) », « À la Bretagne », « Sine Nomine » et « Gloire latine ». Au même moment est lancée la revue L'Hermine, publiée à Vannes, puis à Rennes, de 1889 à 1911, dont le but est, « pendant vingt-deux ans, d'entretenir chez les écrivains de Bretagne, non seulement une conscience régionale, mais aussi une flamme bretonne ».

### Poèmes et recueils
Outre la publication de ses poèmes dans Le Parnasse contemporain, Frédéric Plessis en confie à d'autres revues :
- La Revue des deux mondes
- Minerva
- Le Mois
- L'Hermine
- La Revue hebdomadaire
- La Renaissance
- Le Monde poétique
- Le Correspondant
- La Quinzaine
- Le Carnet
- Les Poètes du Clocher

Frédéric Plessis publie de son vivant quatre recueils de poèmes :
- La Lampe d'Argile, chez Alphonse Lemerre en 1886
- Vesper, chez le même éditeur en 1897
- Poésies complètes, contenant : La Lampe d'Argile, Vesper et Gallica, chez Albert Fontemoing en 1904
- La Couronne de lierre, d'abord chez Jouve en 1921, puis avec de nouveaux poèmes aux Éditions de la Revue des poètes en 1937.

Quelques poèmes de Frédéric Plessis rappellent son enfance à Brest et en Bretagne. « De " Brest ", poème inséré dans La Couronne de lierre, [ressortirent] quelques images fortes d'une enfance passée dans '' les ruelles assombries '' d'une ville rude, '' militaire et marine '' ». D'autres poèmes relatifs à la Bretagne furent publiés dans divers recueils de poèmes. Même si Frédéric Plessis ne revient à Brest qu'épisodiquement dans les années 1870 et 1880, il garde de très bons souvenirs de sa ville natale et « n'a jamais manqué de reconnaître sa dette affective envers la ville de son enfance ».

### Ouvrages d'érudition latine
Il est l'auteur de plus d'une dizaine d'ouvrages et d'éditions scientifiques, traitant de la civilisation antique (plus particulièrement de la littérature latine). Son plus important ouvrage est La Poésie latine : de Livius Andronicus à Rutilius Namatianus, publié chez Klincksieck en 1909. Ce livre est la somme de tout son enseignement. Cet important traité évoquait six siècles de poésie latine. « Son enseignement allie un très rigoureux savoir philologique et une approche sensible et vivante des textes anciens ».
Frédéric Plessis écrit aussi de nombreux articles dans des revues de philologie :
- La Revue critique
- La Revue de philologie
- Bulletin critique
- La Revue de l'enseignement secondaire et supérieur
- Bulletins ou Annales des Facultés

### Romans
Frédéric Plessis est l'auteur d'une dizaine de romans qu'il avait publiés en pré-original dans les revues suivantes :
- La Revue des deux mondes
- Le Mois
- La Revue universelle

Frédéric Plessis aurait servi de modèle à Anatole France pour le personnage de Lucien Bergeret, dans la tétralogie romanesque L'Histoire contemporaine, parue entre 1897 et 1901. Il y représente l'archétype de l'intellectuel français de la fin du XIXe siècle, sorte d'éternel Socrate.

### Critique littéraire
Frédéric Plessis écrit des articles sur la littérature contemporaine dans les revues suivantes :
- Le Monde poétique
- L'Hermine
- L'Art et la Vie
- Minerva, en 1902-1903
- Le Correspondant
- La Revue des poètes
- Le Mois
- La Presse, en 1880
- La Muse française, dans les années 1920

Frédéric Plessis a aussi tenu une rubrique de critique littéraire dans :
- La Presse en 1880
- Minerva en 1902-1903

Il a été l'un des collaborateurs de la Revue critique des idées et des livres fondée en 1908 par Jean Rivain et Eugène Marsan. De 1907 à 1909, il est l'un des directeurs du Bulletin critique.

## Publications
Note : l'année indiquée est la date de la première parution

### Poésie
- 1886 : La Lampe d'argile, poésies, 1873-1886, Alphonse Lemerre
- 1897 : Vesper, poésies (1886-1896), Alphonse Lemerre[8]
- 1904 : Poésies complètes : 1873-1903, contenant : La Lampe d'Argile, Vesper et Gallica, Alphonse Lemerre
- 1921 : La Couronne de lierre, poésies, 1904-1920, Jouve
- 1937 : La Couronne de lierre, poésies, 1904-1934. Nouvelle édition revue et augmentée

### Publications savantes
- 1884 : Térence, Les Adelphes ou P. Terenti. Afri Adelphoe, Texte latin, publié, avec un commentaire explicatif et critique, par Frédéric Plessis, C. Klincksieck
- 1884 : Études critiques sur Properce et ses élégies (thèse française), Hachette
- 1885 : Italici Ilias Latina. Edidit, praefatus est, apparatu critico et indice locuplete instruxit Fridericus Plessis (thèse latine - édition critique en latin), Hachette
- 1885 : Un chapitre de métrique latine : le pentamètre dactylique, Extrait du Bulletin mensuel de la Faculté des lettres de Caen, imprimerie de F. Le Blanc-Hardel
- 1885 : Essai sur Calvus, imprimerie de F. Le Blanc-Hardel
- 1886 : Propertiana, E. Leroux. Extrait du Bulletin de la Société des lettres de Poitiers, publié en 1885
- 1886 : Histoire abrégée de la littérature romaine, par Hermann Bender, traduite de l'allemand par Jules Vessereau, avec une introduction et des notes par Frédéric Plessis, C. Klincksieck
- 1889 : Traité de métrique grecque et latine, C. Klincksieck
- 1896 : C. Licini Calvi reliquiae. Calvus, édition complète des fragments et des témoignages, étude biographique et littéraire, par Frédéric Plessis, [...] avec un essai sur la polémique de Cicéron et des Attiques par J. Poirot, C. Klincksieck
- 1903 : Troica Roma, extrait des Mélanges Boissier, Albert Fontemoing
- 1903 : Œuvres d'Horace, publiées avec une introduction philologique et littéraire et des notes (en collaboration avec Paul Lejay), Hachette
- 1905 : Poésie latine. Épitaphes : textes choisis et commentaires ; avec le concours d'Edmond Eggli, Henri Focillon, Maurice Gautreau, Stéphane Jolly, Henri L. de Péréra, Al. Riemann,... Albert Fontemoing
- 1909 : La Poésie latine. De Livius Andronicus à Rutilius Namatianus, C. Klincksieck
- 1913 : Virgile. Les Bucoliques, texte latin, publiées avec une étude biographique et littéraire, une notice sur la métrique, des notes critiques, un index des noms propres, et des notes explicatives (édition scolaire, avec commentaire), Hachette
- 1919 : Horace (édition scolaire, avec commentaire), Hachette
- 1924 : Satires. Odes et épodes ; Chant séculaire (publiées par Paul Lejay et Édouard Galletier), Hachette
- 1924 : Q. Horati Flacci Carmina. Odes, Épodes et Chant séculaire, imprimerie Lahure

### Romans
- 1873 ? : Madame de Jonquière, dans La Patrie
- 1875 : Les Étrennes malencontreuses, publié dans la revue Le Siècle littéraire
- 1896 et 1897 : Angèle de Blindes, dans La Revue des deux mondes, puis chez Alphonse Lemerre
- 1897 : Indépendante. Les souvenirs de Valentine
- 1897 : Le Mariage de Léonie, paru dans La Revue pour les jeunes filles, puis aux éditions Alphonse Lemerre
- 1897 : Le Psychologue (nouvelle)
- 1902 : Le Chemin montant, dans Minerva, puis aux éditions Fontemoing
- 1911 : Saint-Exupère-les-Châsses, d'abord dans Le Mois, puis aux éditions de la Bonne Presse, paru sous la forme de roman-feuilleton dans L'Action française du 11 mai 1933 au 20 juillet 1933
- 1923 : Caroline Gévrot, d'abord dans La Revue universelle, puis chez Perrin
- 1928 : La Petite Fanny (suite de Rose et Rosine), manuscrit inachevé du roman[9]
- 1930 : Le Clos Varin, d'abord dans La Revue universelle, puis aux Éditions de la Vraie France
- 1933 : Muse de Follepensée, publié dans la Revue universelle
- 1938 : Rose et Rosine, publié dans L'Action française
- Date inconnue : Une attaque de diligence (1857) - inédit
- Date inconnue : Marie - inédit
- Date inconnue : Édith Sarmaise - inédit
- Date inconnue : Madame Darnac - inédit
- Date inconnue : Arrivisme ou Une jeune tante - inédit
- Date inconnue : Pions et Pharisiens - inédit

## Prix et récompenses
Frédéric Plessis a reçu quatre prix littéraires de l'Académie française :
- Prix Archon-Despérouses en 1888 pour son recueil La Lampe d'argile[10]
- Prix Montyon en 1903 pour son roman Le Chemin montant
- Prix Alfred-Née  en 1909
- Prix Paul-Verlaine en 1939 pour l'ensemble de son œuvre

En 1921, le nom de Frédéric Plessis figure sur une promotion de la Légion d'Honneur, grâce à Léon Bérard, qui est ministre de l'Instruction publique et des Beaux-Arts. Dans la promotion du 31 juillet 1921, il a été fait Chevalier de la Légion d'Honneur. En 1939, il reçoit la rosette et le titre d'Officier de la Légion d'Honneur.

## Hommages
Une rue porte son nom à Brest. Cela a été permis par la délibération du 23 mai 1960 du Conseil municipal qui a autorisé la création d’une rue Frédéric-Plessis dans le bourg de Lambézellec ; le but étant de faire connaître l’auteur par les Brestois[réf. nécessaire].
Une journée d'étude consacrée à Frédéric Plessis a eu lieu en juin 2012 à l'Université de Bretagne Occidentale - Faculté Victor Ségalen. Cette journée a été organisée par le Centre d'étude des correspondances et des journaux intimes (UBO-CNRS).
Une exposition s'est tenue à la Bibliothèque municipale de Brest en juin 2012 (en collaboration avec l'UBO).

### Sur l'auteur
- Anthologie des poètes français contemporains : le Parnasse et les écoles postérieures au Parnasse (1866 à nos jours), tome 1 : Les Parnassiens, Paris, Delagrave, 1958 (1re édition : 1906), 535 p. Article sur « Frédéric Plessis », p. 497-508.
- Finistère, Dictionnaire biographique illustré, Paris, Éditions Raoul Wagner, 1911, 778 p. Article sur Frédéric Plessis, p. 569-574.
- Auguste Dupouy, « Le Centenaire d’un grand Brestois : Frédéric Plessis », Le Télégramme de Brest et de l’Ouest, 3 et 4 février 1951.
- Pierre d'Hérouville, « Frédéric Plessis (1851-1942) Breton de Rome, philologue, latiniste, professeur », dans Annales de Bretagne, tome LIX, Rennes, Plihon, CNRS, Faculté des Lettres de Rennes, 1952, p. 15-27.
- Auguste Dupouy, « Entre les murs de Brest, un poète était né », Le Télégramme de Brest et de l'Ouest, 2 février 1962.
- Éditions Robert Laffont-Bompiani, Le Nouveau Dictionnaire des auteurs de tous les temps et de tous les pays, tome 3 : N à Z, Paris, Éditions Robert Laffont, 1994, 3502 p. Article sur Frédéric Plessis, p. 2534-2535.
- Jean-Pierre Dupouy, « Frédéric Plessis (1851-1942) », dans Les Cahiers de l'Iroise, no 194, Brest, octobre 2002, p. 11-12.
- Yann Mortelette, Frédéric Plessis, poète et romancier, Rennes, Frédéric Plessis, poète et romancier, 2014, 206 p. (ISBN 978-2-7535-5739-0, lire en ligne)

### Sur Le Parnasse et Le Parnasse breton contemporain
- Le Parnasse contemporain. Recueil de vers nouveaux, Paris, Alphonse Lemerre, 1re série : 1866, 2e série : 1869-1871, 3e série : 1876.
- Louis Tiercelin, et Jean-Guy Ropartz, Le Parnasse breton contemporain, Paris, Lemerre, et Rennes, Caillière, 1889.
- Joseph Rousse, La Poésie bretonne au XIXe siècle, Paris, Lethielleux, 1895, 304 p.
- Edmond Estève, Le Parnasse, Paris, Guillon, 1929, 171 p.
- André Thérive, Le Parnasse, Paris, Les Œuvres représentatives, 1929.
- Maurice Souriau, Histoire du Parnasse, Paris, Spes, 1929. Livres VI, chapitre IV : « Frédéric Plessis », p. 443-452.
- Jean Balcou, Yves Le Gallo (dir.), Histoire littéraire et culturelle de la Bretagne, tome 3 : L'Invasion du profane, Brest, CRBC, Paris-Genève, Champion-Slatkine, 1987, 426 p.
- Jacques Demougin (dir.), Dictionnaire des littératures françaises et étrangères, Paris, Larousse 1992, 1861 p. Articles sur Le Parnasse contemporain p. 1166-1167 et sur Le Parnasse breton, p. 1167.
- Éditions Robert Laffont-Bompiani, Le Nouveau Dictionnaire des œuvres de tous les temps et de tous les pays, tome 4 : Le à Pa, Paris, Éditions Robert Laffont, 1994. Article sur le Parnasse contemporain, p. 5352.
- Dominique Millet-Gérard, « Parnasse, France / XIXe siècle », dans Dictionnaire universel des littératures, tome 3 : P-Z, sous la direction de Béatrice Didier, Paris, Presses Universitaires de France, 1994, 2717 p.
- Yann Mortelette, Histoire du Parnasse, Paris, Fayard, 2005, 570 p.
- Yann Mortelette, Le Parnasse, Paris, Presses universitaires de Paris-Sorbonne, 2006, 435 p.